# Osorno (kommun)
Osorno är en kommun i Chile.   Den ligger i provinsen Provincia de Osorno och regionen Región de Los Lagos, i den södra delen av landet, 800 km söder om huvudstaden Santiago de Chile. Antalet invånare är 145 475. Arean är 951 kvadratkilometer.
Terrängen i Osorno är platt österut, men västerut är den kuperad.